# Franciscus Anthonius Moerel
Franciscus Anthonius Moerel (Katwijk aan Zee, 3 mei 1870 - Oudewater, 15 augustus 1923) was een Nederlandse onderwijzer en politicus voor de Algemeene Bond.

## Familie
Moerel was een zoon van Cornelis Moerel en Petronella Elisabeth Huiberdina van Remundt. Zijn vader was eigenaar van een schoenmakerij in Katwijk. Hij trouwde met Petronella van den Berg. Uit dit huwelijk werden vier zoons en vier dochters geboren.

## Loopbaan
Moerel volgde de onderwijzersopleiding R.K. Normaallessen te Noordwijk en behaalde in 1893 de hoofdakte. Hij bezat daarnaast de L.O.-akten gymnastiek en Frans. Als docent was hij verbonden aan de R.K. lagere school te Noordwijk (1890-1895) en Hillegom (1895). In 1895 werd hij hoofd van de R.K. jongensschool in Oudewater. Hij was ook docent aan de Normaalschool te Woerden.
In de politiek was hij onder andere actief als voorzitter van R.K. kiesvereniging Oudewater (vanaf 1895). Hij werd verkozen tot lid van de Tweede Kamer der Staten-Generaal (juli 1922) en gemeenteraadslid in Oudewater (juli 1923). Hij sprak slechts eenmaal in de Tweede Kamer, over het wetsvoorstel inzake wijziging van de Lager-onderwijswet 1920.
Moerel overleed na een kortstondige ziekte, op 53-jarige leeftijd.
- Biografisch Portaal: 66798180
- Parlement.com: vg09ll3f8zzr